# 해리 허브너
해리 조지프 허브너(영어: Harry Joseph Hebner, 1891년 6월 15일 ~ 1968년 10월 12일)는 1908년, 1912년과 1920년 하계 올림픽에 나간 미국의 수영 선수이자, 수구 선수이다.
시카고에서 태어난 허브너는 미국 남자 800m 자유형 릴레이 팀의 일원으로서 1908년과 1912년 각각 3위와 2위를 하였다. 1912년에 그는 또한 개인적으로 100m 배영 종목을 우승하였다.
100m 자유형에서 그는 1908년에는 준결승전에서, 그리고 1912년에는 첫 라운드에서 탈락하였다. 1920년 그는 4위를 한 미국 수구 팀의 일원이었다.
1910년과 1917년 사이에 허브너는 모든 배영의 세계 기록들을 보유하였고, 7개의 연속적 국내 배영 타이틀을 우승하였다. 총계로 그는 다양한 수영 종목들에서 35개의 국내 타이틀을 우승하였다.
1968년 국제 수영 명예의 전당에 헌액되었다.
77세의 나이로 플로리다주 레이크워스에서 사망하였다.

## 같이 보기
- 올림픽 수영 남자 메달리스트 목록
- 수영 계영 800m 세계 기록 추이